# Liste der Mitglieder der National Academy of Sciences/1928
Im Jahr 1928 wählte die National Academy of Sciences der Vereinigten Staaten 10 Personen zu ihren Mitgliedern.

## Neugewählte Mitglieder
- John August Anderson (1876–1959)
- William M. Clark (1884–1964)
- Robert A. Hadfield (1858–1940)
- Arthur Keith (1864–1944)
- Charles F. Kettering (1876–1958)
- Alfred Kroeber (1876–1960)
- Rudolph Ruedemann (1864–1956)
- Philip Shaffer (1881–1960)
- George Stratton (1865–1957)
- Lewis M. Terman (1877–1956)